# Jordi Warlop
Jordi Warlop (ur. 15 lutego 1996 w Veurne) – belgijski kolarz szosowy.

## Osiągnięcia
Opracowano na podstawie:
2014
- 2. miejsce w mistrzostwach Europy juniorów (start wspólny)
- 3. miejsce w Keizer der Juniores

2016
- 3. miejsce w mistrzostwach Belgii (jazda drużynowa na czas)

2017
- 3. miejsce w Paryż-Roubaix U23

2023
- 2. miejsce w Muscat Classic

## Rankingi
| Rok             | 2016  | 2017  | 2018 | 2019 | 2020 | 2021 | 2022 | 2023 | 2024  |
| --------------- | ----- | ----- | ---- | ---- | ---- | ---- | ---- | ---- | ----- |
| World Ranking   | 2355. | 1268. | 880. | 564. | 652. | 340. | 737. | 435. | 3089. |
| UCI Europe Tour | 1577. | 824.  | 531. | 426. | 530. | 288. | 562. | -    | -     |
|                 |       |       |      |      |      |      |      |      |       |
| Źródło: UCI     |       |       |      |      |      |      |      |      |       |